# Concha acústica

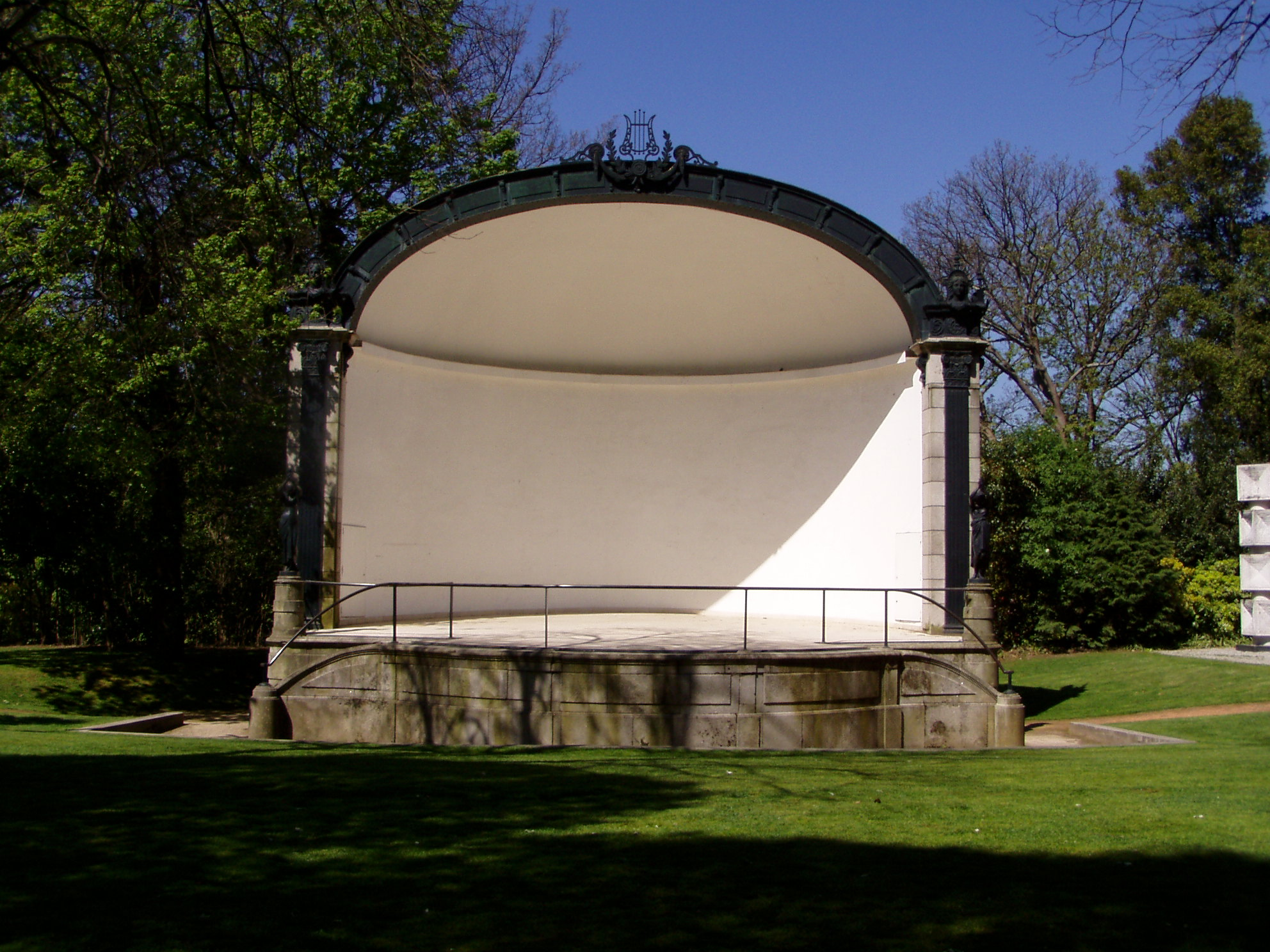
Concha acústica ao ar livre, Palácio de Cristal, Porto

Uma concha acústica é um equipamento cénico, disposto à volta da orquestra e aberto para a plateia, que reflecte o som dos instrumentos musicais para o público.

## Introdução
O som dos instrumentos musicais propaga-se, salvo algumas excepções, em todas as direcções. Quando se criam grandes auditórios, e de forma a não se perder a pressão sonora das orquestras, criam-se conchas acústicas. 
A concha acústica é um equipamento (fixo ou móvel) disposto à volta da orquestra mas aberto para o lado da plateia, reflectindo o som em direcção ao público.
As conchas acústicas podem ser ao ar livre ou estar dentro de uma sala de espectáculos. 
As conchas acústicas ao ar livre normalmente são fixas, construídas em alvenaria ou betão, podendo no entanto ser em madeira, vidro ou metal.
As conchas acústicas nas salas de espectáculos são, normalmente, amovíveis de forma a que a sua presença não impeça a utilização do palco para outro tipo de espectáculos. Sendo amovíveis têm que ser construídas em materiais leves e esbeltos, como a madeira ou fibras de vidro.

## Conchas acústicas dentro de salas de espectáculos

### Características
Uma concha acústica é um equipamento indispensável para a realização de concertos de música clássica nas salas de espectáculos. É um equipamento cénico que tem a dimensão total da área de cena e que se monta e desmonta no palco sempre que necessário.
As conchas acústicas são constituídas por paredes laterais, paredes de fundo e tecto, em material reflector acústico, que envolvem a orquestra. Estes elementos devem ser oblíquos entre si, em ângulos criteriosamente definidos de forma a garantir os níveis de reflexão e reverberação adequados, dando melhor audição para o público e músicos.
As conchas acústicas devem permitir diversas configurações de acordo com a formação da orquestra. Quando não estão a ser utilizadas não devem perturbar o bom funcionamento da caixa de palco.
Uma concha acústica, dentro de uma sala de espectáculos, deverá ter as seguintes características:
- Ser versátil permitindo diversas configurações de acordo com a formação da orquestra 
- Não perturbar o bom funcionamento da caixa de palco quando não estiver a ser utilizada
- Permitir o fácil acesso de músicos e instrumentos
- Garantir uma boa iluminação dos músicos 
- Permitir uma montagem e desmontagem rápida necessitando para isso de pouco pessoal

### Comportamento acústico
Tendo em consideração que a generalidade dos instrumentos emitem som em todas as direcções, uma parte desse som perde-se no volume da caixa de palco, ao invés de preencher acusticamente a sala. A concha acústica deverá dioreccionar este som para o público, garantindo uma boa cobertura de todas as partes da sala.
Outra questão de máxima importância é que os músicos se possam ouvir bem uns aos outros, de forma a conseguirem tocar em harmonia. Para um bom desempenho de um músico é fundamental garantir o seu conforto acústico e uma caixa de palco revela-se quase sempre como o pior espaço possível para esse efeito. A concha acústica deverá harmonizar o som, fazendo com que os músicos se ouçam uns aos outros com clareza e com níveis de reverberação adequados.
Idealmente as conchas acústicas devem ter uma acústica variável, para permitir adaptar a concha as necessidades acústicas de cada repertório ou permitir reforçar ou atenuar determinados naipes da orquestra. Essa variação pode ser obtida pela variação da distância entre elementos ou alterando o seu ângulo relativo.